# 10 Чаши
10 Чаши (лат. 10 Crateris), HD 96819 — тройная звезда в созвездии Гидры на расстоянии приблизительно 173 световых лет (около 53,1 парсек) от Солнца. Видимая звёздная величина звезды — +5,423m. Возраст звезды определён как около 250 млн лет.

## Характеристики
Первый компонент — белая звезда спектрального класса A1V, или A1, или A2Vn, или A2. Масса — около 2,09 солнечной, радиус — около 1,9 солнечного, светимость — около 20,7 солнечной. Эффективная температура — около 8850 K.
Второй компонент — красный карлик спектрального класса M. Масса — около 88,89 юпитерианской (0,08485 солнечной). Удалён в среднем на 1,868 а.е..
Третий компонент — красный карлик спектрального класса M0V. Масса — около 0,56 солнечной. Орбитальный период — около 17,7 года. Удалён на 172,7 угловой миллисекунды (9,4 а.е.).